# Hydroporus lundbladi
Hydroporus lundbladi é uma espécie de insetos coleópteros pertencente à família Dytiscidae.
A autoridade científica da espécie é Falkenstrom, tendo sido descrita no ano de 1938.
Trata-se de uma espécie presente no território português.